# Zeche Landwehr
Die Zeche Landwehr in Hörde-Schüren ist ein ehemaliges Steinkohlenbergwerk. Das Bergwerk war auch unter den Namen Zeche Geitling und Zeche Geitling im Hördeschen bekannt. Bereits im Jahr 1767 wurde in dem Grubenfeld unter dem Namen Zeche Geitling Steinkohle abgebaut. Das Bergwerk galt Anfang des 19. Jahrhunderts als das tiefste Bergwerk im Dortmunder Bergbaurevier.

## Bergwerksgeschichte
Am 20. April des Jahres 1787 wurde die Besitzergreifungsurkunde an den Gewerken W. Feldmann ausgestellt, im Anschluss daran wurde Abbau betrieben. Im Jahr 1802 wurde die Zeche Landwehr stillgelegt, jedoch später wieder in Betrieb genommen. Am 20. Februar des Jahres 1832 wurde eine nähere Feldbestimmung durchgeführt. Im Jahr 1844 wurde begonnen, einen Schurfschacht abzuteufen. Der Ansatzpunkt dieses Schachtes befand sich etwa 280 Meter südwestlich der Zeche Freie Vogel & Unverhofft. Im Jahr 1845 erreichte der Schurfschacht eine Teufe von 6⅜ Lachter. Am 27. und 28. Mai desselben Jahres räumte die Bergbehörde ein Geviertfeld als Berechtsame ein. Im Jahr darauf wurde im Schurfschacht eine 20 Meter lange Strecke aufgefahren. Diese Strecke diente zur Verleihung eines weiteren Grubenfeldes. Während der Auffahrung wurde ein alter Grubenbau angefahren. Am 19. Oktober desselben Jahres wurde der alte Grubenbau Inaugenschein genommen. Hierbei wurde festgestellt, dass das Flöz weiter östlich noch ansteht. Am 2. und am 29. November des Jahres 1847 wurden die Geviertfelder Landwehr und Landwehr II verliehen. In der Zeit vom 16. Juni 1854 bis zum 16. Januar 1855 konsolidierte die Zeche Landwehr mit der Zeche Mühlenberg zur Zeche Landwehr & Mühlenberg.